# Mit Siebzehn
Mit Siebzehn (Originaltitel: Quand on a 17 ans) ist ein französisches Filmdrama von André Téchiné aus dem Jahr 2016 mit Sandrine Kiberlain, Kacey Mottet Klein und Corentin Fila in den Hauptrollen. Der Film nahm am Wettbewerb der Berlinale 2016 teil. Der Filmtitel bezieht sich auf die Anfangszeile „On n’est pas sérieux, quand on a dix-sept ans“ (französisch für „Man ist nicht ernsthaft, wenn man 17 Jahre alt ist“) eines Gedichts von Arthur Rimbaud. Laut Abspann ist das Werk von dem Fernsehfilm New Wave von Gaël Morel, der in jungen Jahren in Téchinés Wilde Herzen spielte, frei inspiriert.

## Handlung
Damien ist ein siebzehnjähriger Gymnasiast, der mit seiner Mutter Marianne, einer Ärztin, zusammenlebt. Sein Vater Nathan, ein Pilot der französischen Armee, befindet sich auf militärischer Mission im Ausland. Sie führen ein durchschnittliches bürgerliches Leben in einer kleinen Stadt in einem Tal der Pyrenäen.
In der Schule wird Damien von Thomas, einem Klassenkameraden, provoziert. Dieser stellt ihm ohne ersichtlichen Grund in der Klasse ein Bein, sodass Damien stolpert. Von da an gibt es ständig Reibereien zwischen den Jungen, beim Sport und auf dem Schulhof. Beide sind Außenseiter. Um sich zu schützen, lernt Damien Selbstverteidigung bei Paulo, einem Freund der Familie.
Doch auch Thomas hat Probleme. Jeden Tag benötigt er 90 Minuten, um zu Fuß und mit dem Bus zur Schule zu gelangen. Marianne macht einen Hausbesuch auf Thomas’ elterlichem Bauernhof und diagnostiziert bei Christine, Thomas’ Mutter, eine Lungenentzündung. Christine, die in der Vergangenheit Fehlgeburten hatte, ist schwanger und muss für einige Zeit ins Krankenhaus. Als der zurückhaltende Thomas sich Sorgen um seine Mutter und das ungeborene Kind macht, beginnen sich seine Schulnoten zu verschlechtern. Um zu helfen, lädt Marianne Thomas ein, vorübergehend zu ihrer Familie zu ziehen, damit er seine Mutter leichter im Krankenhaus besuchen kann und mehr Zeit zum Lernen findet. Dies fällt mit der Rückkehr Nathans zusammen, der zwischen zwei Einsätzen Heimaturlaub hat. Nathan wird von seiner Frau und seinem Sohn liebevoll begrüßt und lädt Thomas ein, länger bei der Familie zu bleiben. Von seinen Eltern gedrängt, akzeptiert Thomas widerwillig.
Das Leben im selben Haushalt scheint die Beziehung der beiden Teenager nicht zu verbessern. Damien ärgert sich, dass seine Mutter von Thomas eingenommen ist. Unterwegs in den Bergen prügeln sich die Jungen, doch müssen sie den Streit beilegen, als sie ein Unwetter überrascht. Während sie warten, dass es vorüberzieht, rauchen sie in einem Unterschlupf gemeinsam eine Zigarette. Thomas schlägt danach vor, im See oben auf dem Berg zu schwimmen. Dort angekommen, zieht er sich nackt aus und stürzt sich ins Wasser, während Damien ihn beobachtet. Einige Tage später bittet Damien Thomas, ihn zu einem Mann zu fahren, den er heimlich im Internet kontaktiert hat, um über seine sexuelle Orientierung Klarheit zu gewinnen. Als der Mann versucht, ihn zu küssen, macht Damien einen Rückzieher. Auf dem Heimweg gesteht er Thomas seine Gefühle und sagt, er wolle herausfinden, ob er sich allgemein von Jungen oder nur von ihm angezogen fühle. Thomas ist wegen Damiens Geständnis unwohl. Er hält das Auto an und steigt am Ufer eines Flusses aus. Als Damien versucht sich ihm zu nähern, stürzt Thomas und bricht sich das Handgelenk.
Als Marianne ihn untersucht und bemerkt, dass sich die Jungen geschlagen haben, fordert sie Thomas auf, in sein Elternhaus zurückzukehren. Tags darauf kommt Thomas zu spät zum Spanischunterricht und lächelt Damien an, als er sich neben ihn setzt. Er erlaubt Damien sogar, in der Pause seine Hand mit einem Taschentuch zu trocknen. Dadurch ermutigt, macht Damien den ersten Schritt und küsst Thomas, der die Zuneigung zunächst zu erwidern scheint, Damien dann jedoch wegschiebt und ihm ins Gesicht schlägt. Thomas wird wegen Gewalttätigkeit der Schule verwiesen. Damien erzählt seiner Mutter, warum Thomas ihn geschlagen hat und offenbart ihr seine wahren Gefühle für Thomas. Marianne hat Verständnis für ihren Sohn.
Unterdessen wird Damiens Vater auf einer militärischen Mission getötet. Durch die Trauer gerät das Leben der Frau und des Sohnes aus den Fugen. Nach der Beerdigung umarmt Thomas Damien und tröstet ihn. Als Marianne in eine Depression verfällt, kümmert sich Thomas um sie. Die Beziehung zwischen den beiden Jungen verbessert sich. Sie arbeiten zusammen an einem Schulprojekt. Als Marianne die Kraft findet, ihre Arbeit als Ärztin wieder aufzunehmen, ist es Zeit für Thomas, auf den Bauernhof seiner Eltern, die tatsächlich nur seine Adoptiveltern sind, zurückzukehren. (In einem Streit an einem anderen Tag sagt er zu seinem Vater, dass er als Sohn eine einzige Enttäuschung für ihn und Christine gewesen sein müsse, dass sie nun jedoch glücklicherweise endlich ihr eigenes Kind bekämen.) Marianne geht in dieser Nacht früher als gewöhnlich zu Bett. Damien gesteht Thomas, dass er ihn immer noch liebe und sich seiner Gefühle nicht schäme. Es kommt zu einer Liebesnacht zwischen den beiden. Am nächsten Morgen verlässt Thomas das Haus, ehe Damien erwacht. Damien wandert zu Thomas’ Bauernhof, wo sie über die vergangene Nacht und ihre Gefühle reden. Thomas ist froh, dass Damien zu ihm auf den Hof gekommen ist, aber jedes Mal, wenn Damien versucht ihn zu küssen, weicht er aus, obwohl er nicht bereut, mit Damien geschlafen zu haben.
Einige Tage danach klopft Thomas aufgeregt an die Tür von Damiens Haus und bittet ihn mitzukommen. Marianne und Damien begleiten den Jungen zur Niederkunft seiner Mutter.
Eine Weile später beschließt Marianne, dass es für sie besser sei, fortzuziehen und eine Arztpraxis in Lyon zu übernehmen. Sie sagt ihrem enttäuschten Sohn, er möge mehr Vertrauen in sich und das Leben haben, Thomas werde ihn gewiss besuchen kommen. In der letzten Szene geht Thomas glücklich einen Berghang hinunter, um Damien zu treffen, und die beiden küssen sich innig.

## Kritik
Kerstin Decker vom Tagesspiegel bezeichnet Mit Siebzehn als „beglückenden Film“, der von der „Zumutung des Erwachsenwerdens“ erzählt. „Eine Kamerafahrt, winterweiße und sommergrüne Straßen entlang, mit eindeutig überhöhter Geschwindigkeit, das ist der Vorspann, und schon ist die Atmosphäre dieses Films da, der so wenig aussprechen muss, um so viel zu sagen.“ Und die „dramaturgische Gewagtheit, um nicht von Gewaltsamkeit zu sprechen“, verzeihe man dem Film nicht zuletzt dank Sandrine Kiberlain in der Rolle der Marianne: „Das Temperament dieser Darstellerin, die auf fast hässliche Weise schön, auf eine anziehende Weise beinahe hässlich sein kann, zerstreut alle Zweifel.“
„Entstanden ist ein sinnlicher, intensiver und doch wunderbar leichter Film“, schreibt Ula Brunner auf RBB Online, der auf „direkte, physische Weise erzählt“. Brunner zieht Parallelen zu früheren Filmen Téchinés und meint, dass er auch hier wieder seinen Figuren zunächst mit Distanz begegne, erst später wandle sich der Tonfall. Auch „nuancierte Charakterzeichnungen und geschickte Spannungsbögen“ seien bezeichnend für Téchiné und fänden sich bereits in seinen früheren Filmen. Des Weiteren habe „Téchiné, der Schauspielerregisseur“ auch hier sein Geschick bei der Auswahl der Darsteller bewiesen. Kiberlain gebe die zupackende und lebensbejahende Mutter mit einem Hauch von Melancholie, der eine tragische Wende vorausahnen lasse. Die beiden hochbegabten jungen Darsteller, Mottet Klein und Fila, spielten mit einer solchen Präsenz, dass das Begehren und eine Sehnsucht, die sie nicht benennen können, echt wirke.
Im Perlentaucher schreibt Thekla Dannenberg: „Als Drama in drei Trimestern erzählt Techiné seine Geschichte der jugendlichen Liebe und des erotischen Erwachens, mit einem feinen Gespür für die emotionalen Konfusionen, für die Sinnlichkeit und all die Schlichen, mit denen junge Menschen vom Leben kosten, wie bitter es auch schmecken mag. Mit großer Eleganz und Delikatesse zeigt er verstohlene Blicke, gestohlene Berührungen und die vor Verlangen berstenden Körper.“